# John Lewis Krimmel
John Lewis Krimmel (Württemberg, 30 mei 1786 - Germantown (Philadelphia), 15 juli 1821), soms ook wel "the American Hogarth" genoemd, was een Amerikaans kunstschilder. 

## Biografie
Johann Ludwig Krimmel werd in 1786 in Württemburg, Duitsland geboren en emigreerde in 1809 naar Philadelphia in de Verenigde Staten waar hij al snel lid werd van de Pennsylvania Academy of the Fine Arts en zijn naam verengelste naar John Lewis.
Oorspronkelijk geïnspireerd door de Schot David Wilkie, de Brit William Hogarth en de Amerikaan Benjamin West, specialiseerde Krimmel zich in de "genrekunst" waarbij hij afbeeldingen van scènes en gebeurtenissen uit het dagelijks leven maakte. Zijn eerste schilderij dat publieke belangstelling opwekte was Pepper-Pot: A Scene in the Philadelphia Market in 1811. Het olieverfschilderij toonde een zwarte vrouw die kommen van haar unieke Philadelphia-pittige soep aan blanke klanten van verschillende leeftijden en sociale klassen uitdeelde. Deze genrescene werd snel gevolgd door nog veel meer in zijn schetsboeken en doeken zoals Blind Man's Buff (1814) en Country Wedding (1814). 
Pavel Svinin, een Russisch schrijver en kunstenaar op diplomatieke missie in Philadelphia kocht tussen 1811 en 1813 een 14-tal van deze schetsen en presenteerde deze in Rusland als door hem geschilderde werken. De foto's in de zogenaamde "Svinin-portfolio" omvatten onder andere Black People's Prayer Meeting, Deck Life on One of Fulton's Steamboats en Morning in Front of Arch Street Meeting House, die Quakers op hun zondags best vertoonde. De "Svinin-portfolio" is nu in het bezit van het Metropolitan Museum of Art in New York. Alhoewel men vroeger de werken toeschreef aan Svinin, worden de aquarellen nu algemeen toegeschreven aan Krimmel.
Krimmel's werken worden nog steeds gereproduceerd in schoolboeken, historische werken en tijdschriften. Election Day 1815, misschien zijn beroemdste schilderij, illustreert het best Krimmel's vermogen om menigte te individualiseren met humoristische waarnemingen.
Krimmel verdronk op 35-jarige leeftijd tijdens een zwempartij in Germantown.

## Werken (selectie)
- Pepper-Pot: A Scene in the Philadelphia Market, 1811
- In an American Pie, 1814
- The Country Wedding, 1814
- Election Day, Philadelphia 1815
- Fourth of July Drunk Celebration 1819 - Philadelphia
- The Cut P.P.
- Blindman's B.J.
- Going to and Returning from Boarding-School
- Perry's Victory

## Aquarellen (waterverf en grafiet op papier) in hetMetropolitan Museum of Art, New York

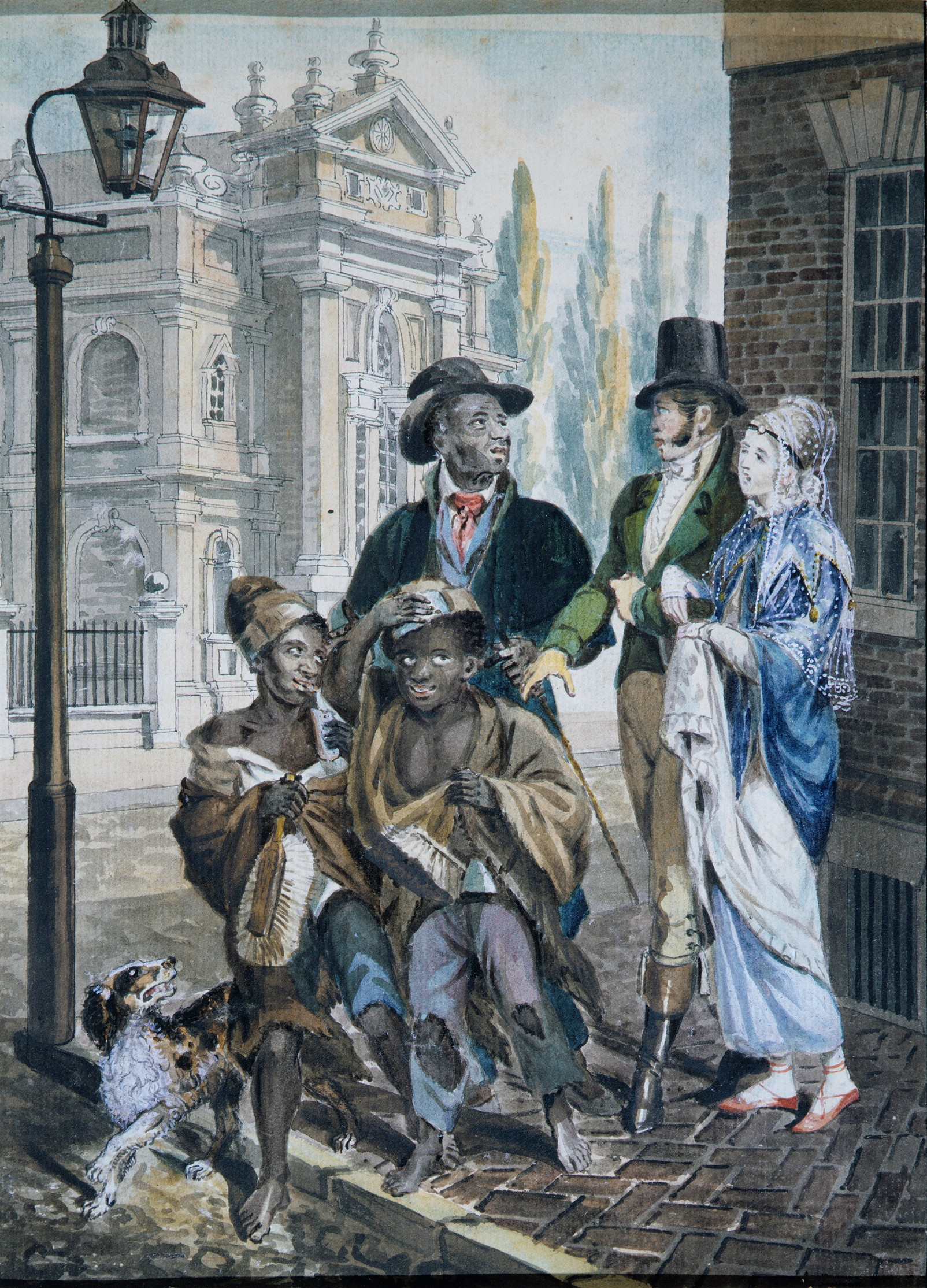
"Worldly Folk" Questioning Chimney Sweeps and Their Master before Christ Church, Philadelphia
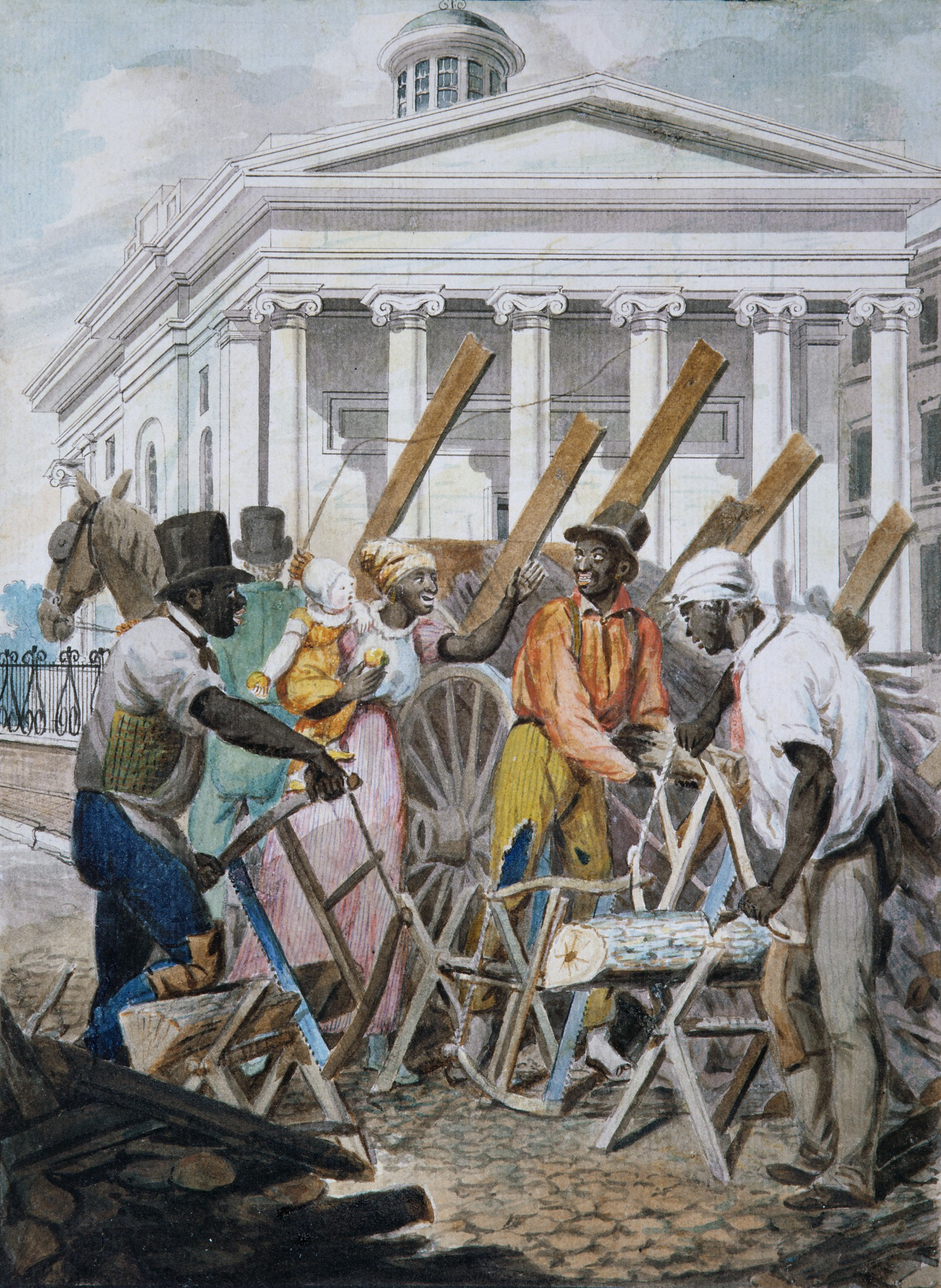
Black Sawyers Working in front of the Bank of Pennsylvania, Philadelphia
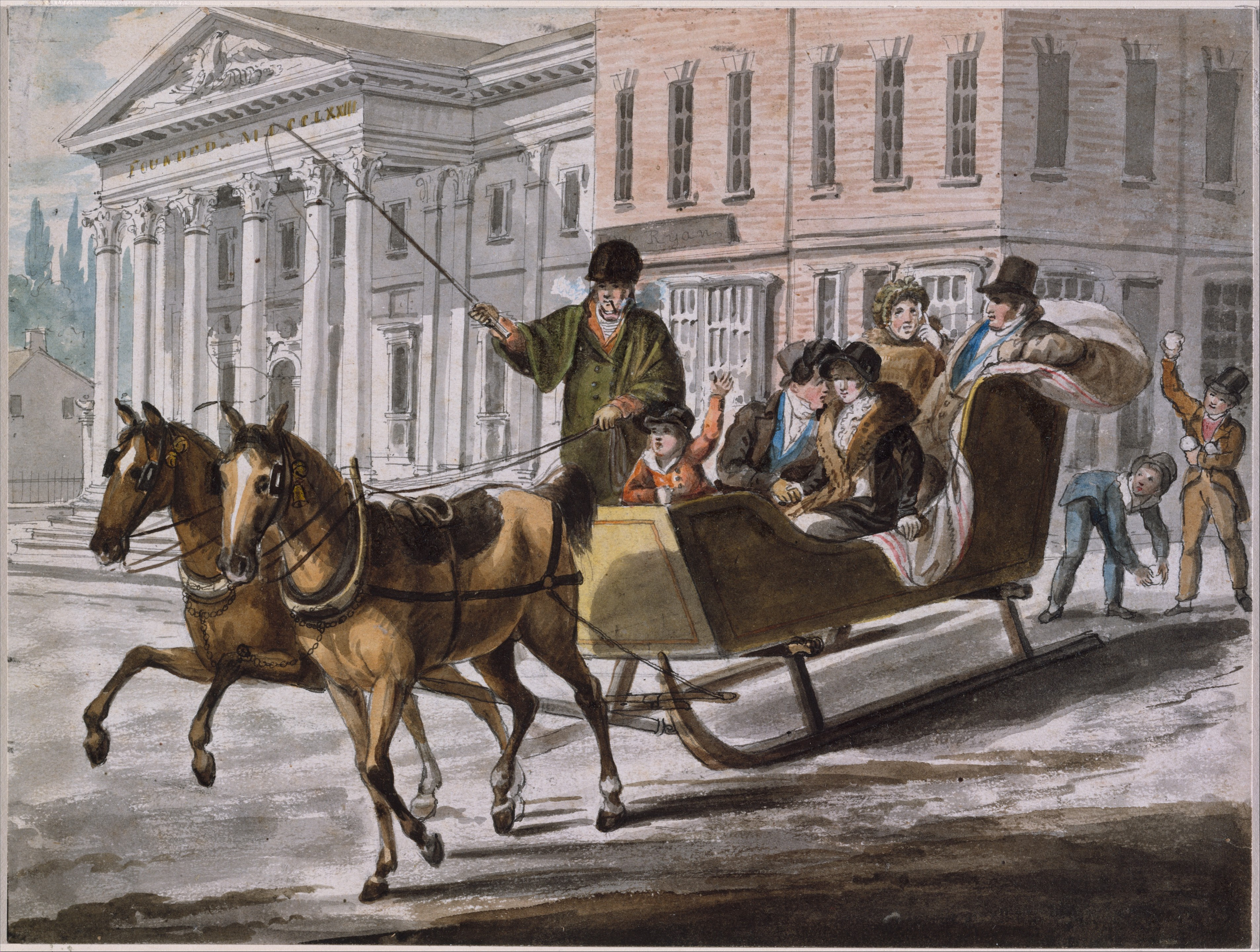
Winter Scene in Philadelphia—The Bank of the United States in the Background
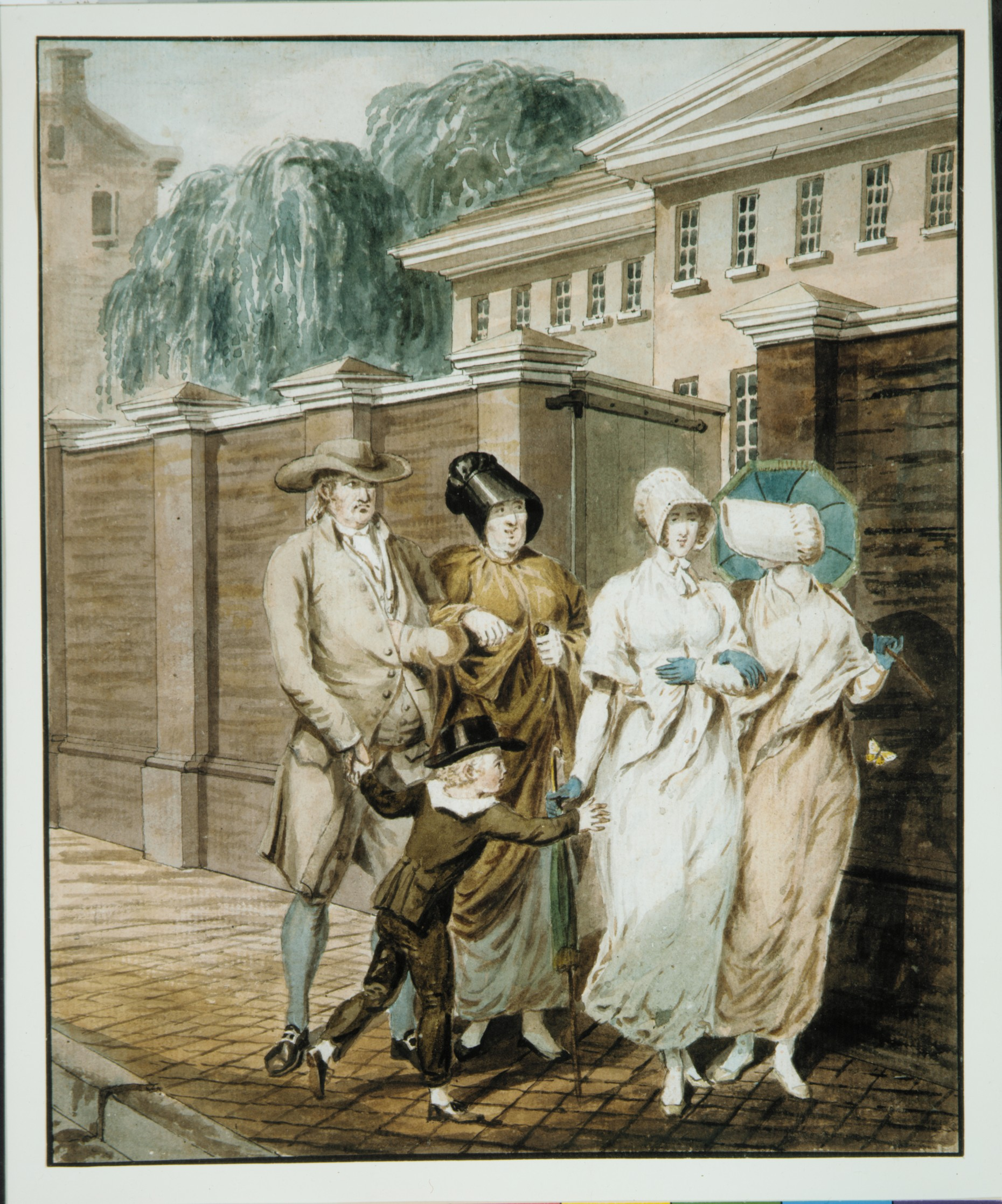
Sunday Morning in front of the Arch Street Meeting House, Philadelphia
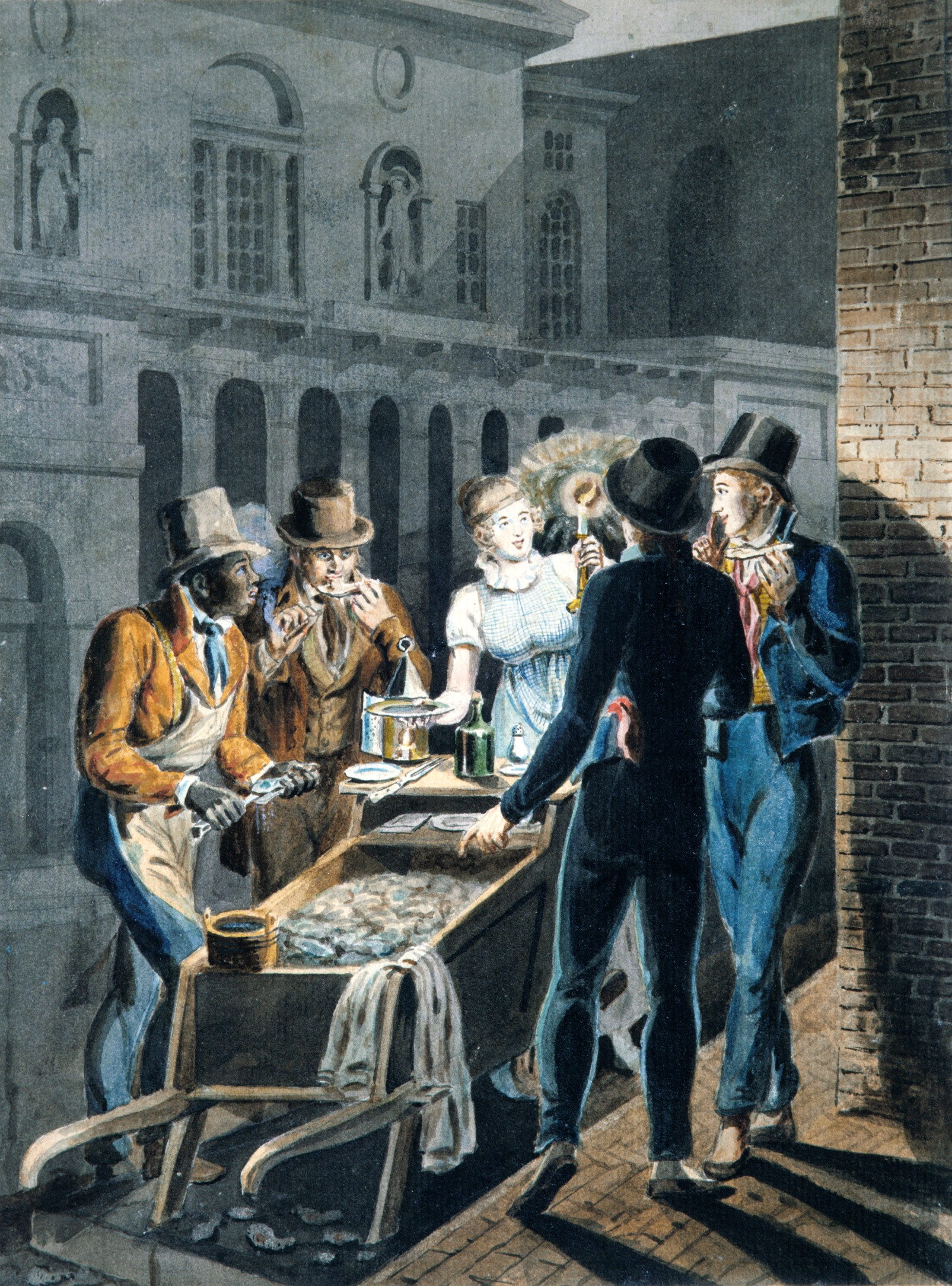
Nightlife in Philadelphia—an Oyster Barrow in front of the Chestnut Street Theater
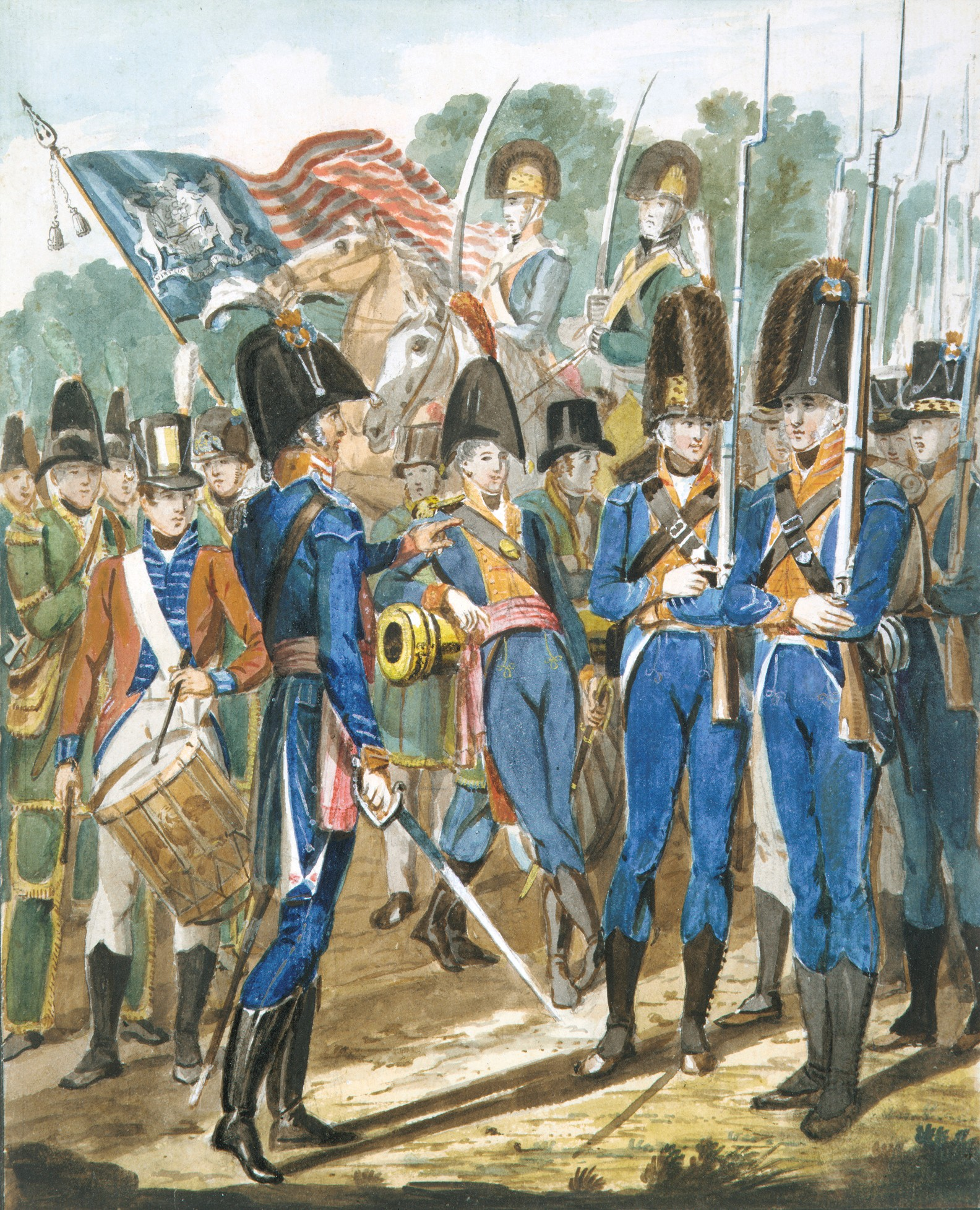
Members of the City Troop and Other Philadelphia Soldiery
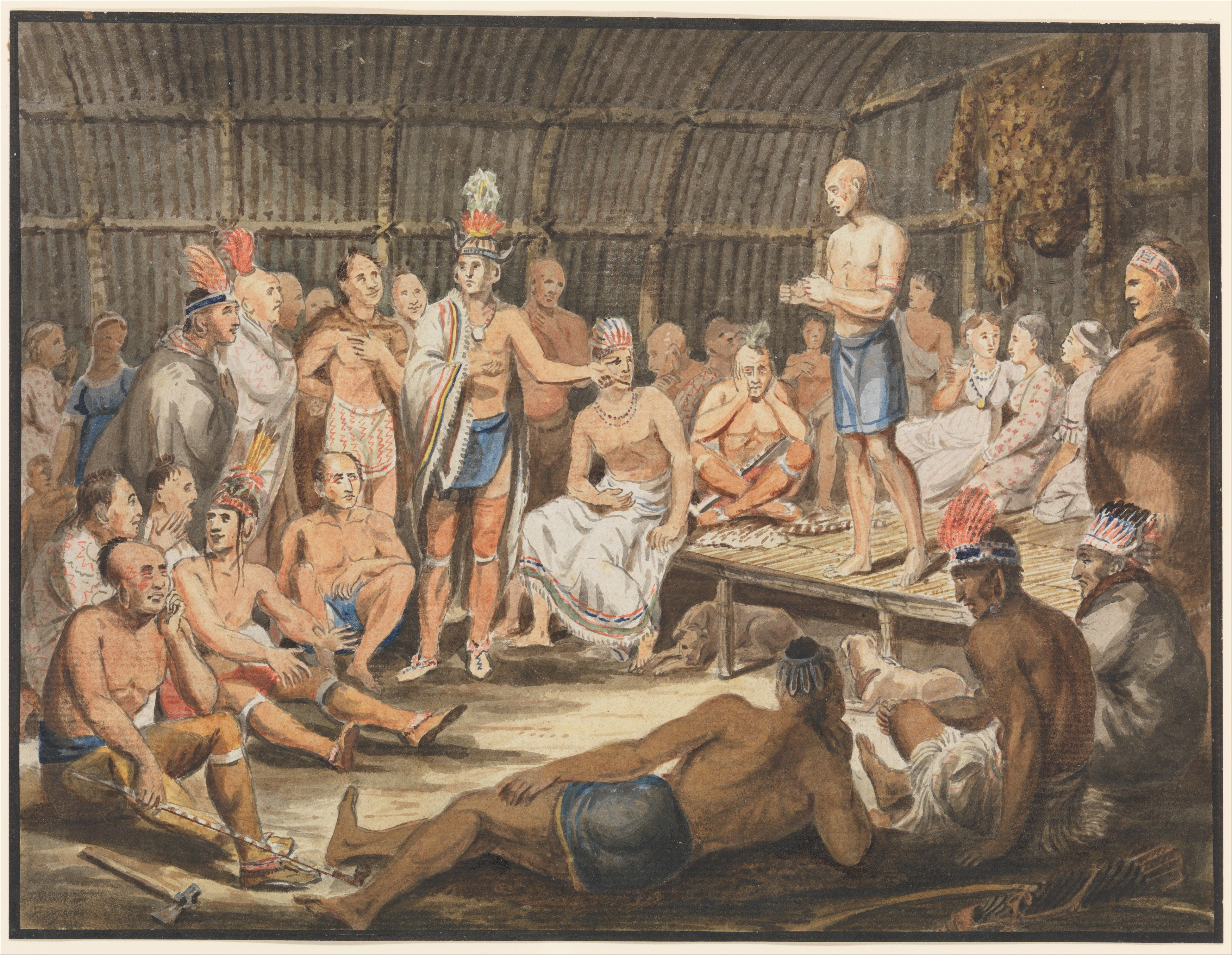
Exhibition of Indian Tribal Ceremonies at the Olympic Theater, Philadelphia
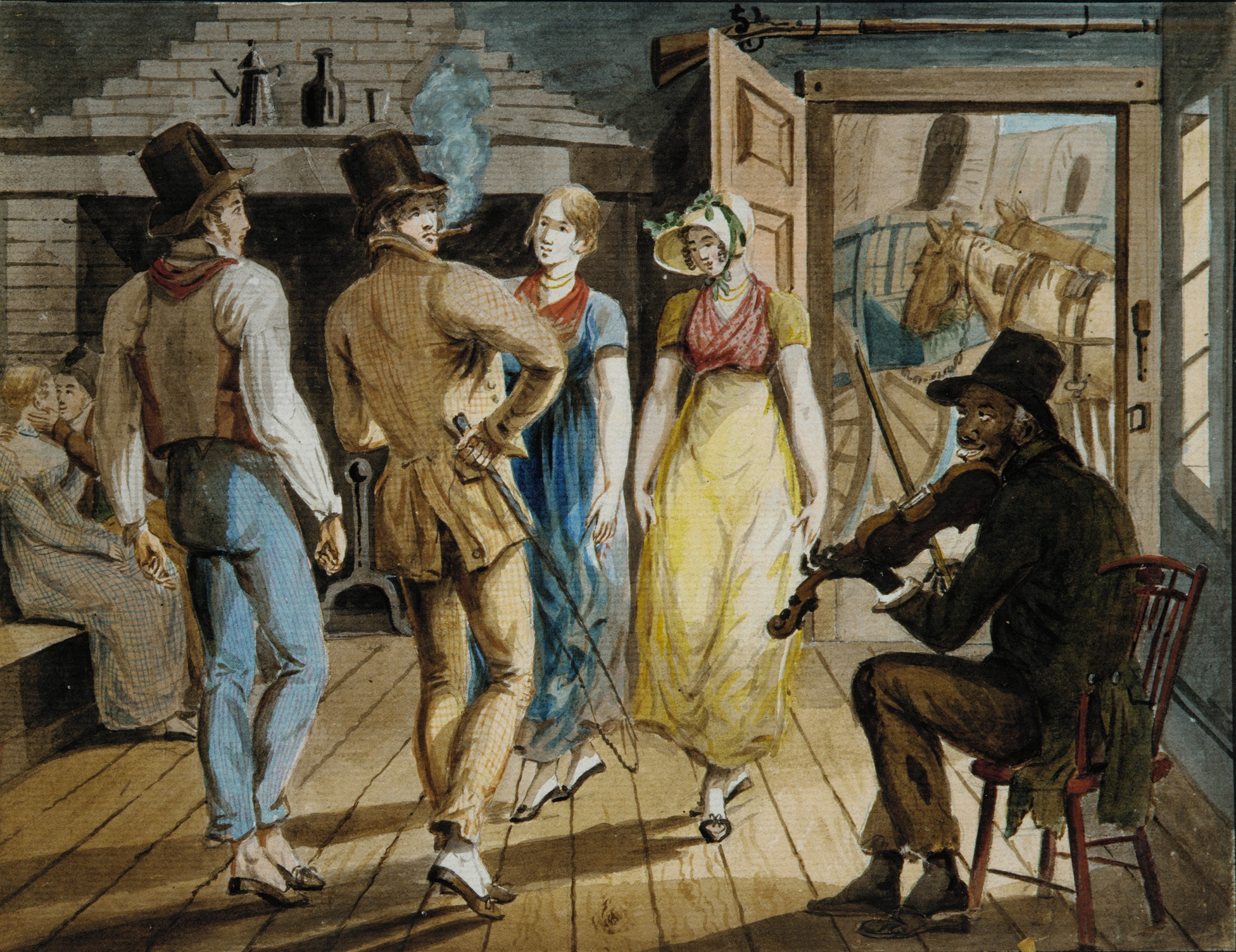
Merrymaking at a Wayside Inn